# 我的妻子與我的岳母
《我的妻子與我的岳母》（My Wife and My Mother-In-Law），是於1888年的德國的明信片上面描繪的隱藏畫。作者姓名不詳。
原本是德國的明信片，在1890年時被Anchor Buggy Company用來打廣告而被採用。在那之後，被英國的漫畫家艾里·威廉·希爾（Ely William Hill）給改過，並在帕克雜誌上刊登。後來又被愛德溫·波林（Edwin Boring）拿去做研究，並在1930年公佈於報紙上，標題訂為【新多義圖形】（A new ambiguous figure）。這畫被譯作為「媳婦與婆婆」、「妻子與婆婆」、「內人與岳母」、「女孩與老奶奶」、「婦人與老奶奶」、「年輕女性與老奶奶」、「少女和老婦」、「美女和老婦」、「美女和巫婆」等許多的翻譯。中文裡則有在暢銷的著作《高效人士的七個習慣》（The 7 Habits of Highly Effective People）裡被引用，現在與《魯賓的壺》一起並列為非常著名的隱藏畫。此外還有性別改變的《我的丈夫與我的公公》（My Husband and My Father-In-Law）
年輕世代的人認為這是年輕女性比較多，而在中老年的世代的最初認為這是老奶奶的比例比較高。年輕女性的下顎成為老奶奶的鼻子，年輕女性的項鍊成為老奶奶的嘴巴，年輕女性的耳朵成為老奶奶的眼睛。

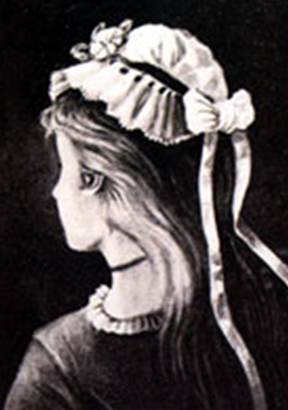
在明信片上描繪的畫

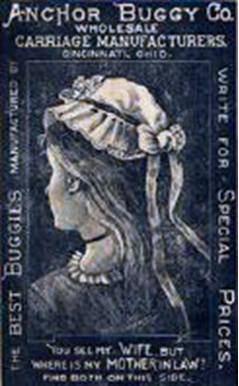
Anchor Buggy的廣告

艾里·威廉·希爾的畫

|  |  |  |